# Цутому Сімомура
Цутому Сімомура (англ. Shimomura Tsutomu; рід. 23 жовтня 1964) — американський учений і фахівець у сфері інформаційної безпеки, став відомий після того, як разом з журналістом Джоном Маркоффом, допоміг ФБР знайти й зловити відомого хакера Кевіна Митника.
Після арешту Митника, Сімомура разом з журналістом Джоном Маркоффом написав книгу про події — Злом, яка в 2000 році була екранізована.

## Біографія
Цутому Сімомура народився в 1964 році в Японії. Його батько Осаму Сімомура, є лауреатом Нобелівської премії з хімії 2008 року. Цутому виріс в Прінстоні, де і закінчив старшу школу.
У Каліфорнійському технологічному інституті одним з його викладачів був лауреат Нобелівської премії Річард Фейнман. Після закінчення Каліфорнійського технологічного інституту він почав працювати в Лос-Аламоській Національній Лабораторії, де і продовжив свою практичну освіту.
У 1989 році він став вченим-дослідником в області обчислювальної фізики в Каліфорнійському університеті і старшим науковим співробітником в суперкомп'ютерному центрі Сан-Дієго. Сімомура також став відомим експертом із комп'ютерної безпеки в Агентстві національної безпеки.
У 1992 році він свідчив перед Конгресом із питань, що стосуються конфіденційності й безпеки інформації, що передається через мобільні телефони.
Популярність Цутому Сімомура отримав після подій 1995 року, коли він допоміг вистежити хакера Кевіна Митника. Сімомура разом з журналістом Джоном Маркоффом написав книгу про події — Злом, яка в 2000 році була екранізована — «Злом».
Сімомура взяв участь у зйомках фільму, знявшись у короткій епізодичній ролі.
В кінці 1990-х років Сімомура працював в компанії Sun Microsystems.
Робота Сімомури по затриманню Кевіна Митника заслуговує похвали, але він і сам не безгрішний. Брюс Стерлінг згадує:
| Ліві лапки | Він дістає мобільний телефон AT&T, розпаковує його, розбирає його й починає прослуховувати телефонні розмови, що проходять через Capitol Hill, в той час як співробітник ФБР стоїть біля нього за спиною і слухає його. | Праві лапки |

## Критика
Кевін Митник підняв правові та етичні питання, що стосуються участі Сімомури у справі про його затримання.Джонатан Літман в 1997 році написав книгу про цю справу, в якій він прийняв сторону Митника. Його історія, кардинально відрізняється від тієї яку описували у своїй книзі Сімомура і Джон Маркофф. У своїй книзі Літман заявив про журналістську недбалість Джона Маркоффа і незаконності участі Сімомури. Крім того, Літман заявляв, що багато частин книги Злом були написані з корисливих цілей авторів.